# Volker Vogeler
Volker Vogeler (Bad Polzin, 27 giugno 1930 – Amburgo, 16 aprile 2005) è stato un regista e sceneggiatore tedesco, che fu attivo in campo televisivo e cinematografico.
Fu, tra l'altro, autore delle sceneggiature di 181 episodi della serie televisiva Il commissario Köster/Il commissario Kress (Der Alte), tra il 1978 e il 2005.
Nel corso della sua carriera, ottenne un Deutscher Filmpreis d'oro e una nomination all'Orso d'Oro al Festival del Cinema di Berlino.

## Filmografia

### Regista

#### Cinema
- Jaider, der einsame Jäger (1973)
- Verflucht, dies Amerika (1973)
- Das Tal der tanzenden Witwen (1975)

#### Televisione
- Das Bild - film TV (1967)
- Mijnheer hat lauter Töchter - film TV (1968)
- Die Söhne - film TV (1968)
- Tanker - film TV (1970)
- Varna - film TV (1970)
- Lokalseite unten links - serie TV (1974)
- Um Haus und Hof - serie TV (1974)
- Zwischen 18 und 20 - serie TV (1977)
- Die Straße - film TV (1978)
- Anton Keil, der Specialkommissär - serie TV (1978)
- Zwei Tore hat der Hof - film TV (1979)
- St. Pauli-Landungsbrücken - serie TV (1979)
- Luftwaffenhelfer - film TV (1980)
- Jonny Granat - film TV (1982)
- Tatort - serie TV, 1 episodio (1982)
- Ein Kriegsende - film TV (1984)
- Tante Lilly - serie TV, 4 episodi (1986-1987)
- Kein Weg zurück - film TV (2000)

### Sceneggiatore

#### Cinema
- Der Bettenstudent oder Was mach' ich mit den Mädchen? (1970)
- Jaider, der einsame Jäger (1973)
- Verflucht, dies Amerika (1973)
- Output (1974)
- Das Tal der tanzenden Witwen (1975)
- Zielscheiben (1985)

#### Televisione
- Das Bild - film TV (1967)
- Mijnheer hat lauter Töchter - film TV (1968)
- Die Söhne - film TV (1968)
- Lokalseite unten links - serie TV (1974)
- Il commissario Köster/Il commissario Kress (Der Alte) - serie TV, 181 episodi (1978-2005)
- Zwei Tore hat der Hof - film TV (1979)
- Ein Kriegsende - film TV (1984)
- Der Mann ohne Schatten - serie TV, 6 episodi (1996)
- Kein Weg zurück - film TV (2000)

### Produttore
- Output (1974)

### Attore
- Onkel Bräsig - serie TV (1978)
- Kopfstand (1981)
- Il commissario Köster - serie TV, 1 episodio (1983)
- Ein Kriegsende - film TV (1984)
- Zielscheiben (1985)
- Siska - serie TV, 1 episodio (1999)

## Premi & riconoscimenti
- 1971: Deutscher Filmpreis d'oro per Jaider, der einsame Jäger[4][5][6][8]
- 1971: Nomination all'Orso d'Oro al Festival del Cinema di Berlino per Jaider, der einsame Jäger[5][6][8]